# Jair García
Jair García Gamboa (Guadalajara, Jalisco, 25 de octubre de 1978) es un exfutbolista mexicano, que ocupaba la posición de delantero. Se retiró en 2015 cuando jugaba para el Altamira Fútbol Club de la extinta Liga de Ascenso.

## Trayectoria
Debutó el 2 de febrero de 1999 con el Monterrey en un clásico norteño ante los Tigres de la UANL, jugó 65m durante el verano 1999, fue entonces cuando pasó al Guadalajara donde Jesús Bracamontes le dio la oportunidad para integrarse en el equipo de Primera División y comenzó a jugar regularmente y a destacar. Su gran remate de cabeza y demás cualidades hacen que obtenga un puesto en el cuadro titular del Rebaño, donde marcó el gol 3000 ante los Colibríes de Cuernavaca e incluso llegó a la Selección de fútbol de México, con la que participó en 3 ocasiones y marcó 1 gol.
Estuvo 4 años con la camiseta rojiblanca pero en 2004 pasa a jugar en el Puebla FC donde logró marcar 10 goles en 31 encuentros, después empezó una etapa no de poca estabilidad y pasó por cuatro equipos en un periodo inferior a dos años, entre ellos el Santos Laguna, los Indios de Ciudad Juárez, y el Atlas de Guadalajara
Durante 2008 regresó al Puebla donde sólo marcó 1 gol en todo el año futbolístico, por lo que fue dado de baja para el Clausura 09. De ahí pasó al Club León donde tampoco se le dieron las cosas, donde en 13 juegos marcó un solo gol. De ahí pasó al Cruz Azul Hidalgo donde tuvo una actuación regular ya que en 14 juegos marcó 6 goles. En el torneo bicentenario 2010 jugó para el Indios de Ciudad Juárez donde tuvo un torneo mediocre donde sólo marcó 2 goles, y el equipo descendió. Hasta el 2010 regresó a jugar a Cruz Azul Hidalgo donde en 31 juegos ha marcado 13 goles. Para el Clausura 2012 juego con los Lobos de la BUAP con el que consiguió llegar a una final de liga de ascenso como capitán. También se desempeñó como delantero en el Puebla Fútbol Club de la Liga Mx en la temporada 2012-2013. Poco después se confirmó su traspaso al Mérida FC.

## Clubes
| Club                       | País   | Año       | Partidos | Goles |
| -------------------------- | ------ | --------- | -------- | ----- |
| Club de Fútbol Monterrey   | México | 1999      | 1        | 0     |
| Club Deportivo Guadalajara | México | 2000-2003 | 82       | 13    |
| Puebla Fútbol Club         | México | 2004-2005 | 31       | 10    |
| Santos Laguna              | México | 2005-2006 | 23       | 4     |
| Indios de Ciudad Juárez    | México | 2006      | 16       | 10    |
| Atlas de Guadalajara       | México | 2007      | 15       | 1     |
| Puebla Fútbol Club         | México | 2007      | 24       | 2     |
| Cruz Azul                  | México | 2008      | 4        | 0     |
| Puebla Fútbol Club         | México | 2009      |          |       |
| Club León                  | México | 2009      | 13       | 1     |
| Indios de Ciudad Juárez    | México | 2010      | 10       | 2     |
| Cruz Azul Hidalgo          | México | 2010-2011 | 33       | 14    |
| Lobos de la BUAP           | México | 2012      | 27       | 11    |
| Puebla Fútbol Club         | México | 2012-2013 |          |       |
| Mérida FC                  | México | 2013      |          |       |
| Club Zacatepec             | México | 2014      |          |       |
| Altamira FC                | México | 2014-2015 |          |       |

- Datos: Q5925491